# Rhopalurus junceus
El alacrán colorado o escorpión azul (Rhopalurus junceus) es una especie endémica muy particular de los 36 diferentes tipos de alacrán que se encuentran en la isla de Cuba. Se le llama alacrán azul por la característica peculiar de tener  un tono azul en su cola y en su aguijón, también es conocido como “alacrán colorado” porque en todo su cuerpo presenta un color rojizo oscuro.

## Hábitat
Se adapta en diferentes ecosistemas, vive en todos los tipo de bosque, sabanas y áreas semidesérticas. Es encontrado debajo de piedras o troncos caídos, entre la vegetación epífita interior o entre las bromeliáceas. No cava madrigueras sino que aprovecha estos lugares para ocultarse.

## Características
Los adultos miden entre 55 a 100 mm de longitud. Su cuerpo de color castaño amarillento, rosado, anaranjado, rojizo o morado con la cola, un único aguijón y las ocho extremidades más obscuras, color vino, morado o negruzco, con un triángulo intercular negro.
R. junceus vive de tres a cinco años, aunque desde recién nacido atraviesa por muchos problemas para sobrevivir, uno de ellos es que las crías no cuentan con el suficiente alimento para sobrevivir, por eso solo el 15% llega a la edad adulta.
R. junceus pica al año a cientos de habitantes en Cuba, sin embargo su veneno contiene una dosis de LD50 de 8.0 mg / kg, lo cual es muy poco para ser considerado un escorpión peligroso.

## Uso médico del veneno
El veneno del alacrán azul ha sido investigado por su actividad antitumoral en cultivos in vitro mostrando actividad antitumoral frente algunas líneas de cultivo de células tumorales de origen epitelial humanas. No obstante, esto no significa que funcione de la misma forma en un organismo complejo como un ser humano con un sistema inmune capaz de neutralizarlo. Hasta la fecha el ensayo no se ha replicado y no existen estudios clínicos que avalen su uso terapéutico, ni está registrado ningún estudio de pruebas clínicas en humanos.

## Caracterización y aspectos del veneno
El veneno de escorpión es un compuesto puramente proteico, pues carece de fosfolipasas, proteasas y factores de irritación. La toxina del veneno de los escorpiones es una mezcla compuesta por varios péptidos de bajo peso molecular que tienen efecto sobre los canales iónicos (fundamentalmente de Ca2+, Na+ y K+) en las células de mamíferos e insectos. Estas proteínas de bajo peso molecular inhiben la producción de proteasas en la membrana tumoral.
Hernández, et al. coinciden en la acción del veneno asociada con la activación de los canales de sodio Na+ y potasio K+, y mencionan que se ha reportado que esta familia de proteínas mantienen un motivo estructural conservado integrado por un núcleo compacto formado por una α hélice y tres hojas β plegadas.
«Su letalidad radica en la presencia de toxinas dirigidas a sitios específicos de la membrana citoplasmática, que modifican el comportamiento de los mecanismos de selección iónica imprescindibles para la fisiología celular.»
Además, se ha descrito que a altas concentraciones (100 μg/mL) la toxina induce apoptósis, asociada por un influjo de Ca2+.
«Se sabe que las cadherinas son un grupo de proteínas involucradas en la formación de las uniones intercelulares, estas moléculas son dependientes de Ca+2, el cual influye en la formación del dímero necesario para la unión entre las células. Ha sido ampliamente descrito el papel de las toxinas de diversos grupos animales activando el influjo de este ion calcio, lo cual puede estar relacionado al evento aquí descrito, ya que una disminución del Ca2+ extracelular impide la formación del dímero de cadherina ocasionando una disrupción entre las células.»